# Hilda Danielsson
Hilda Maria Danielsson, född 11 juli 1878 i Ljusvattnet, Burträsk församling, död 14 december 1964 i Skellefteå landsförsamling, var en svensk mejerska. 
Hon arbetade på mejeriet i Skråmträsk där hon tillverkade en grynpipig ost av typen Wästerbottensost. Osten som vann första pris i Stockholm på 4:e Allmänna Svenska Ostutställningen tillverkades fram till 1933.

## Biografi

### Familj
Hilda Danielsson föddes i familjen Burlin och var den yngsta av fem syskon. Hon var bosatt med familjen i Ljusvattnet från födelsen och fram till 1903. Därefter flyttade hon till Skråmträsk i Skellefteå församling.
Åren 1897–1898 studerade hon vid hushållsskola, möjligen i Dalkarlså. Första praktikåret gjorde hon vid någon av mejerierna i Bäck eller Bodbyn. Detta åtföljdes av ytterligare ett års praktik på mejeriet i Gammelbyn, Burträsk.
År 1906 gifte hon sig med Oskar Danielsson (f. 1881), sonen till en av Skråmträsks mejeris då fyra leverantörer. Paret fick åtminstone ett barn, dottern Helga Hildegard (f. 1912).

## Karriär
År 1901 började Danielsson arbeta på Skråmträsk mejeri och 1904 ställde hon upp med ett bidrag i 4:de Allmänna Svenska Ostutställningen i Stockholm. Där vann hon första pris, vilket belönades med en pokal och en guldtia. Nämnvärt är att Skråmträsk mejeri var en av de mejerier som tilläts tillverka "kronmärkt" Västerbottenost.
Hilda Danielssons ost tillverkades fram till 1933. Mejeriet lades ner 1934. Året därpå erhöll hon Hushållningssällskapet i Västerbottens premier för "berömvärt arbete så som ladugårdsköterskor".